# 阿武隈站
阿武隈站（日语：／ Abukuma eki */?）是位於宮城縣伊具郡丸森町字廻倉，阿武隈急行的阿武隈急行線車站。此站被選為東北車站百選。
車站的口頭禪是「川和親睦之鄉」

## 歷史
- 1988年（昭和63年）7月1日 - 車站啟用。
- 2002年（平成14年） - 選定為東北車站百選。

## 車站構造
此站是地面車站，設有1面1線的單式月台。此站是無人車站。
車站西端設有出入口。鄰接車站設有八角形的建築物，該處為產業傳承館。車站南邊設有平交道連接道路。

## 使用狀況
| 1日上落車人次變化 | 1日上落車人次變化 |
| 年度              | 1日平均人次       |
| ----------------- | ----------------- |
| 2011年            | 5                 |
| 2012年            | 10                |
| 2013年            | 12                |
| 2014年            | 11                |
| 2015年            | 13                |
| 2016年            | 15                |
| 2017年            | 12                |
| 2018年            | 10                |

## 車站周邊
車站鄰接產業傳承館和阿武隈線舟下乘船場。車站附近民居。
車站北邊設有阿武隈川流過。車站南邊設有阿武隈高地低山和丘陵。

## 相鄰車站
阿武隈急行
■阿武隈急行線
兜－阿武隈－丸森

## 注腳
1. ↑  國土數値資訊(不同站上落車人次數據)  （页面存档备份，存于）（日語） - 國土交通省、2019年7月3日參閲
2. ↑  國土數値資訊(不同站上落車人次數據)  （页面存档备份，存于）（日語） - 國土交通省，2020年9月12日參閲
3. ↑  牛山隆信（日语：牛山隆信）. . 小学館文庫. 小學館. 2003: 44–51 （日语）.